# Alectryon ramiflorus
Alectryon ramiflorus är en kinesträdsväxtart som beskrevs av Sally T. Reynolds. Alectryon ramiflorus ingår i släktet Alectryon och familjen kinesträdsväxter. Inga underarter finns listade i Catalogue of Life.